# Clément Berthet
Clément Berthet (Pierre-Bénite, 2 agosto 1997) è un ciclista su strada e mountain biker francese che corre per la Decathlon AG2R La Mondiale Team; è professionista dal 2021.

## Palmarès

### Mountain bike
- 2016

La Forèstiere, Cross country (Arbent)
- 2019

Heubacher Mountain Bike Festival - Bike the Rock, Cross country (Heubach)

## Piazzamenti

### Grandi Giri
- Tour de France

2023: 25º
2025: 36º
- Vuelta a España

2024: 20º

### Classiche monumento
- Liegi-Bastogne-Liegi

2023: 57º
2024: 50º
2025: 28º
- Giro di Lombardia

2021: 46º
2022: 14º
2023: 16º
2024: 27º

### Competizioni mondiali
- Campionati del mondo di mountain bike

Mont-Sainte-Anne 2019 - Cross country Under-23: ritirato

### Competizioni europee
- Campionati europei di mountain bike

Brno 2019 - Cross country Under-23: 14º